# Javier Calvente Gallego
Javier Calvente Gallego, né le 7 septembre 1967, est un homme politique espagnol membre du Parti populaire (PP).
Il devient député de la circonscription de Jaén en novembre 2016.

## Biographie

### Vie privée
Il est célibataire.

### Profession
Titulaire d'une licence en droit, il exerce la profession d'avocat.

### Premier maire conservateur de Baeza
Membre du Parti populaire, il conduit la liste de la formation à l'occasion des élections municipales de mai 2003 dans sa ville natale de Baeza. Il remporte le scrutin après avoir recueilli 4 008 voix (42,46 %) et une majorité relative de huit sièges sur les dix-sept du conseil municipal, devant le PSOE qui se classe deuxième avec 41,25 % des suffrages et sept mandats. Bénéficiant du soutien d'un conseiller sans étiquette, il est investi maire le 23 juin 2003. En succédant au socialiste Eusebio Ortega, il devient le premier maire conservateur de la ville depuis la Transition démocratique espagnole. Candidat à sa réélection lors du scrutin local de mai 2007, il est défait par les socialistes de Leocadio Marín qui remportent la majorité absolue des voix et des sièges du conseil municipal.

### Député au Parlement d'Andalousie
Lors des élections andalouses de mars 2012, il est investi en sixième position sur la liste présentée par le parti dans la circonscription autonomique de Jaén, juste derrière Ángeles Isac qui occupe la cinquième place. Il n'est pas élu au Parlement d'Andalousie après que la liste a remporté 152 591 suffrages et cinq des onze sièges à pourvoir,. Il entre néanmoins au Parlement en septembre 2012 à la faveur d'une démission. Il siège alors à la commission des Affaires européennes et à celle de l'Agriculture, de la Pêche et du Développement rural où il est porte-parole.
Il est remonté d'une position, à la cinquième place, pour les élections andalouses de mars 2015 mais le parti ne remporte que quatre sièges et il doit, en conséquence, abandonner le parlement régional.

### Député aux Cortes
Il est investi en troisième position sur la liste menée par José Enrique Fernández de Moya et Ángeles Isac dans la circonscription de Jaén lors des élections législatives de décembre 2015 mais seuls ces deux derniers sont élus au Congrès des députés. La situation se répète après la tenue du scrutin anticipé de juin 2016. Avec la formation du deuxième gouvernement de Mariano Rajoy et la nomination de Fernández de Moya au poste de secrétaire d'État aux Finances, il fait son entrée à la chambre des basse des Cortes à la fin du mois de novembre 2016. Il siège à la commission de l'Étude du changement climatique et à la commission du Suivi et de l'Évaluation des accords du pacte de Tolède, et occupe les fonctions de porte-parole adjoint à la commission de l'Agriculture, de l'Alimentation et de l'Environnement.